# Фетисов, Анатолий Александрович
Анатолий Александрович Фетисов (26 июля 1967, Москва — 11 июня 1985) — советский хоккеист, нападающий.

## Биография
Младший брат Вячеслава Фетисова, воспитанник ЦСКА. В чемпионате СССР дебютировал в концовке сезона 1983/84, в двух матчах набрав 2 (1+1) очка. В следующем сезоне сыграл 8 матчей. Серебряный призёр чемпионата Европы среди юниоров 1985, включён в символическую сборную чемпионата.
Погиб 11 июня 1985 года в автокатастрофе; брат, бывший за рулём, серьёзных травм не получил. Похоронен на Долгопрудненском кладбище.

## В кинематографе
| Название | Страна | Год  | Режиссёр     | В роли Фетисова  | Примечания |
| -------- | ------ | ---- | ------------ | ---------------- | ---------- |
| Слава    | Россия | 2014 | Антон Азаров | Максим Косолапов | телесериал |